# Vinelz
Pour la commune valdôtaine presque homographe, voir Fénis.
Vinelz (Fenis en français) est une commune suisse du canton de Berne, située dans l'arrondissement administratif du Seeland.

Vue aérienne (1958)

## Transport
- Bus Erlach-Lüscherz-Tschugg-Ins

## Monuments
- L'église construite en 1200.
  - Peintures murales de 1300.